# FIPWAY
 (janvier 2023).
FIPWAY est un réseau de cellule et d’atelier (niveaux 1 et 2 de la pyramide CIM), conforme à la norme FIP, assurant la communication simple et efficace entre tous les automates TSX de la série 7 (Schneider Automation) : TSX 17, TSX 37 (Micro), TSX 57 (Premium).

Il inclut de nombreux services complémentaires par rapport à FIP.
La communication par réseau FIPWAY comprend trois fonctions élémentaires :
1. la fonction messagerie inter-station, qui assure le routage des messages : c’est un échange point à point de messages dont la taille est de 128 octets maximum. Ces messages sont transmis en 40 ms pour les stations d’adresse 0 à 31.
2. la fonction émission/réception de télégrammes : C’est une messagerie prioritaire point à point de 16 octets maximum, limitée aux stations d’adresse 0 à 15. Les télégrammes sont transmis d’une station à une autre en moins de 10 ms.
3. la fonction production/consommation : 
  - de mots communs (%NW), placés dans une base de données : les API TSX 37 disposent chacun de 4 mots communs pour les stations d’adresse 0 à 31. Ces mots sont produits par chacune des stations et consommés par toutes les autres.
  - de table partagée entre plusieurs stations : il s’agit d’un échange d’informations numériques (32 mots maximum par station). La mise à jour de la table est effectuée toutes les 40 ms.

Comme FIP, FIPWAY utilise seulement 3 couches du modèle OSI :
- la couche physique (1),
- la couche liaison de données (2),
- la couche application (7).

Cependant, au sein des réseaux X-Way, FIPWAY assure le routage de messages (habituellement géré par la couche 3)